# 宮口古墳群
宮口古墳群（みやぐちこふんぐん）は、新潟県上越市牧区宮口にある古墳群（群集墳）。国の史跡に指定され、出土品は新潟県指定有形文化財に指定されている。

## 概要
本古墳群は、高田平野を流れる飯田川が形成した扇状地上と隣接する尾根上に位置している。1929年（昭和4年）に調査され、存在が知られるようになった。1973年（昭和48年）に3次にわたる発掘調査が行われ、古墳群全体の様子が明らかにされた。そして、この地方の古代の動向を知る上で重要であるとしてA群とB群の範囲が史跡に指定された。この古墳群の築造は、6世紀後半頃に造営が始まり、7世紀前半頃が最盛期であったと推定されている。

## 規模・形状
古墳群はA、B、Cの3支群に分かれ、宮口集落北方にあるA群は18基、その東側尾根部にあるB群は8基、A群より南に少し離れているC群は5基を有する。これらの古墳はすべて小型の円墳である。

## 埋葬施設・副葬品
発掘調査された古墳17基はすべて横穴式石室であり、それらの大部分が幅70～120センチメートルと細長く、無袖形であるが、一部に片袖形の石室もある。また、石積みは川原石で小口積みにし、羨道は石積みによって閉塞している。副葬品は直刀、刀子、鏃、馬具、玉類が出土したほか、11号墳からは円頭大刀が出土。

## 文化財

### 国の史跡
- 宮口古墳群 - 1976年（昭和51年）5月6日指定[3]。

### 新潟県指定文化財
- 有形文化財
  - 宮口古墳群昭和五十年度発掘出土品（考古資料） - 牧歴史民俗資料館保管。1978年（昭和53年）3月31日指定[4]。

## ギャラリー

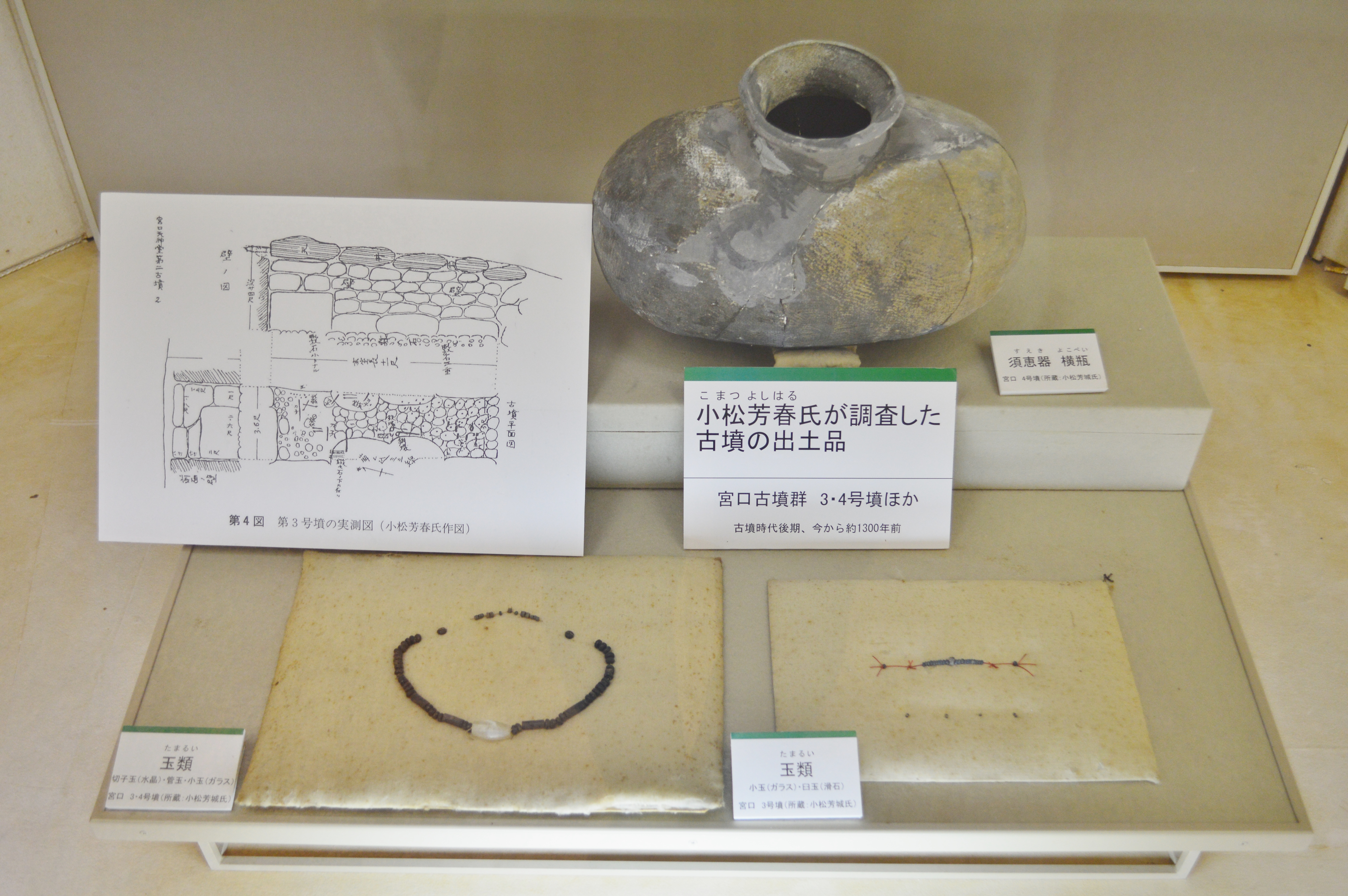
3・4号墳出土品 牧歴史民俗資料館展示。
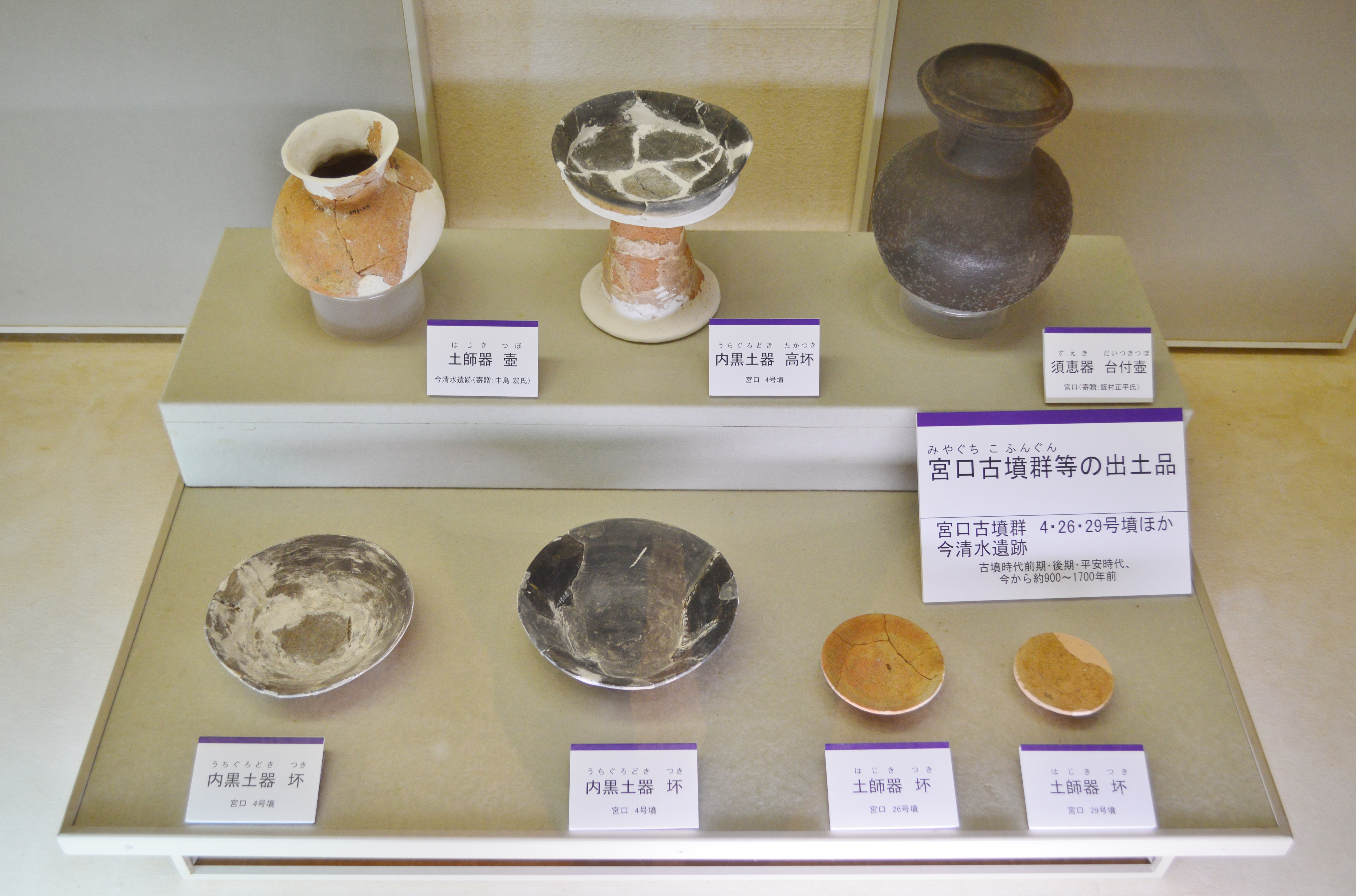
4・26・29号墳出土品 左上は今清水遺跡出土品。牧歴史民俗資料館展示。
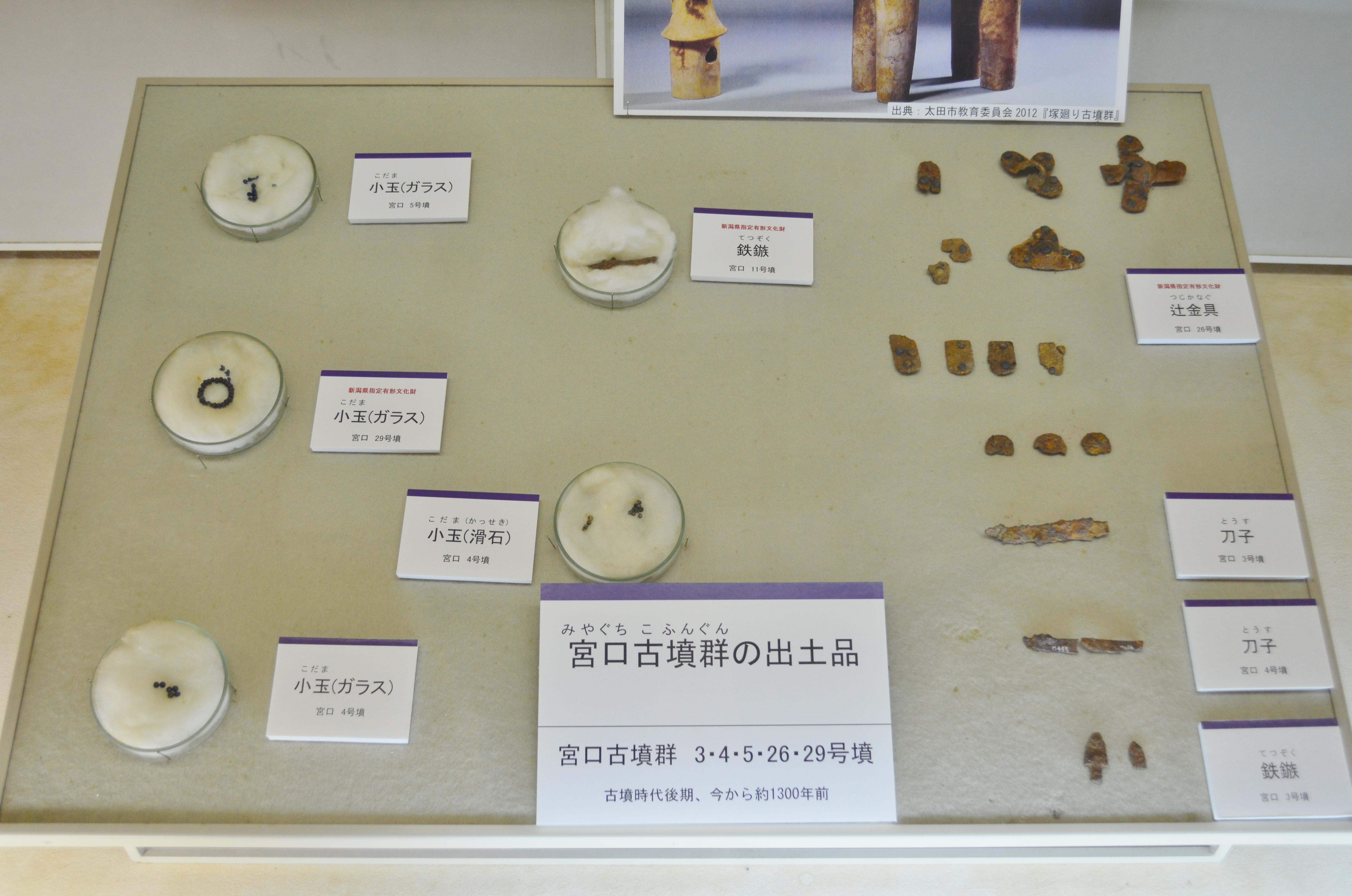
3・4・5・26・29号墳出土品 牧歴史民俗資料館展示。
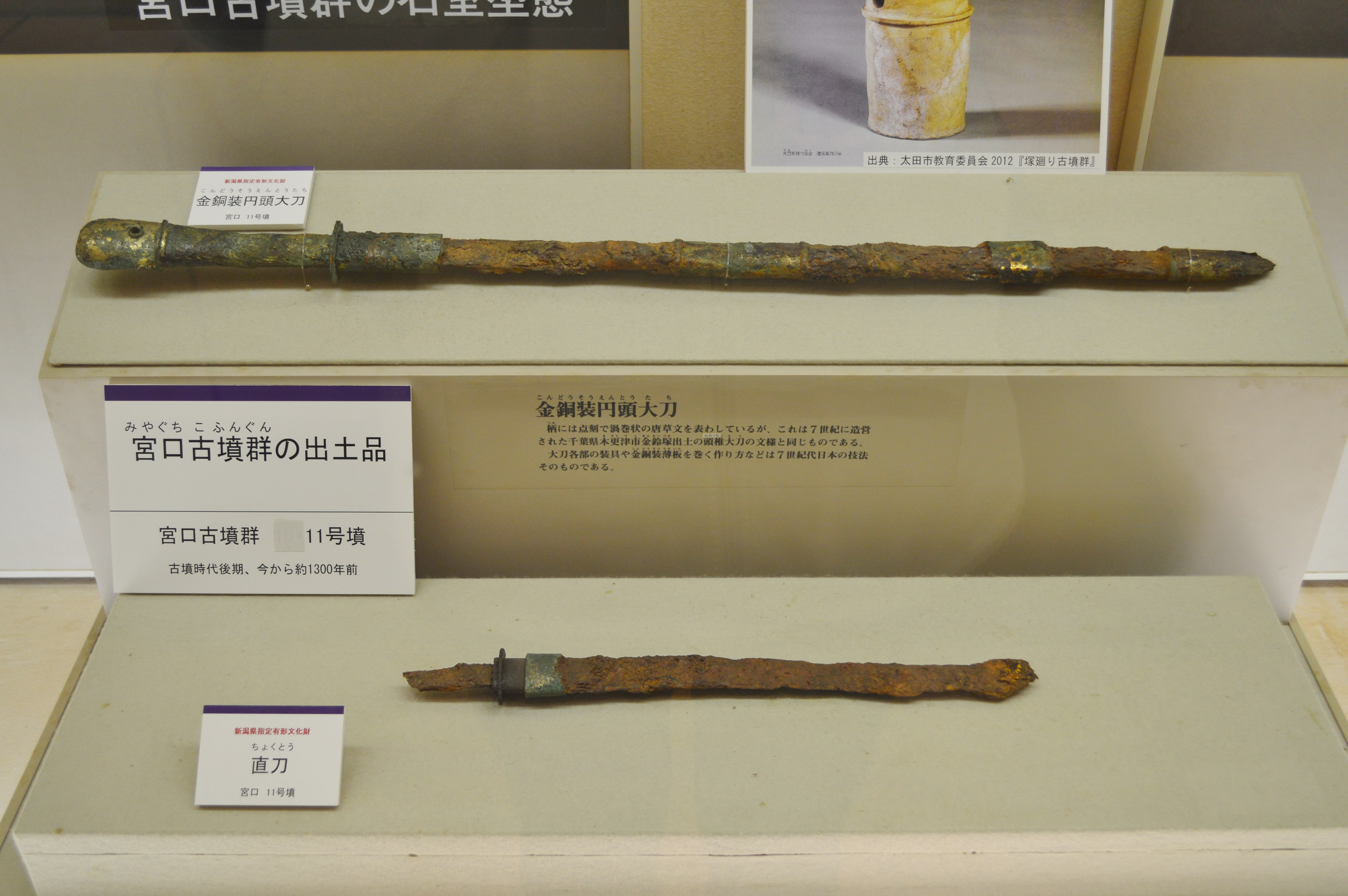
11号墳出土品 上に装飾付大刀。牧歴史民俗資料館展示。
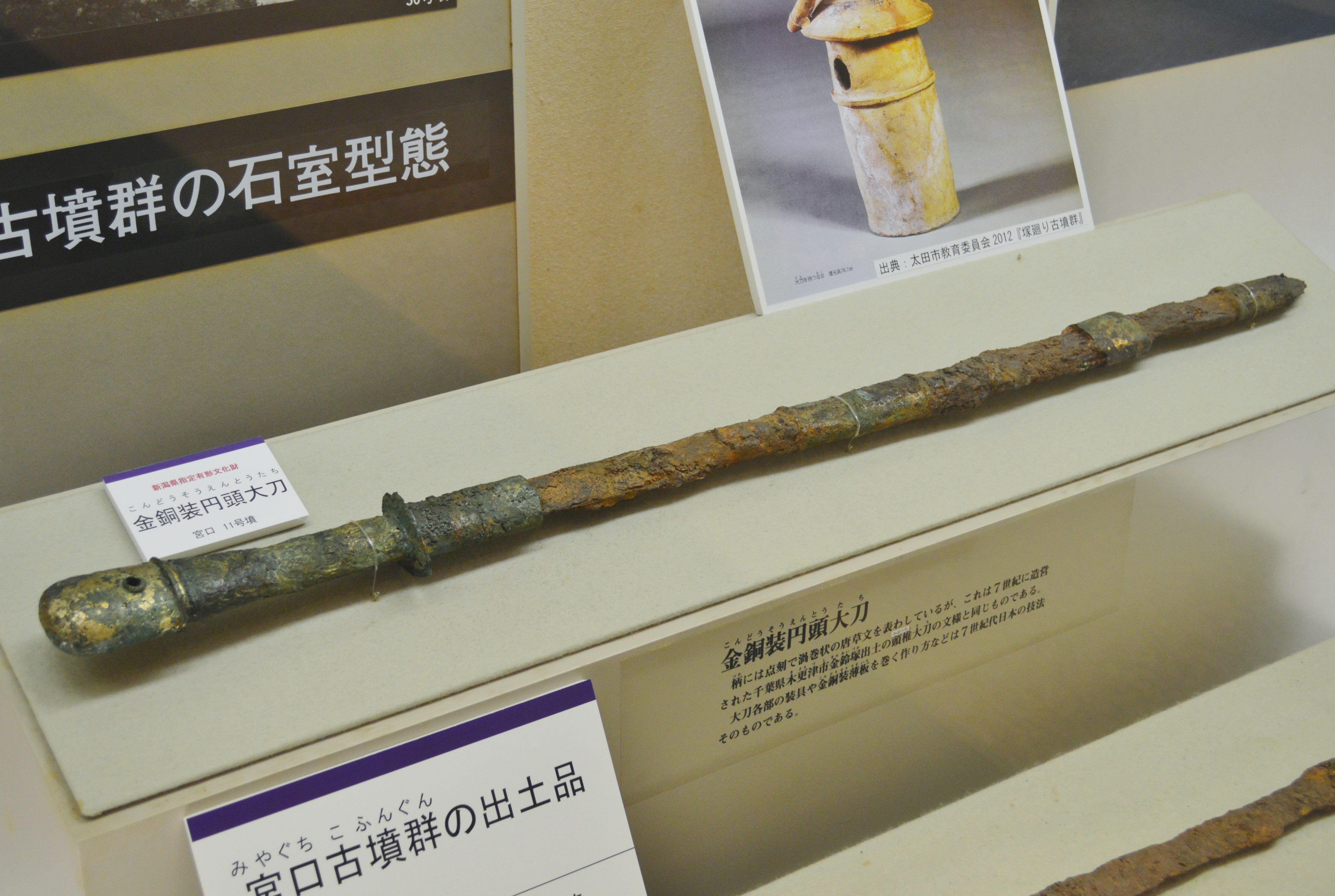
11号墳出土 装飾付大刀 牧歴史民俗資料館展示。
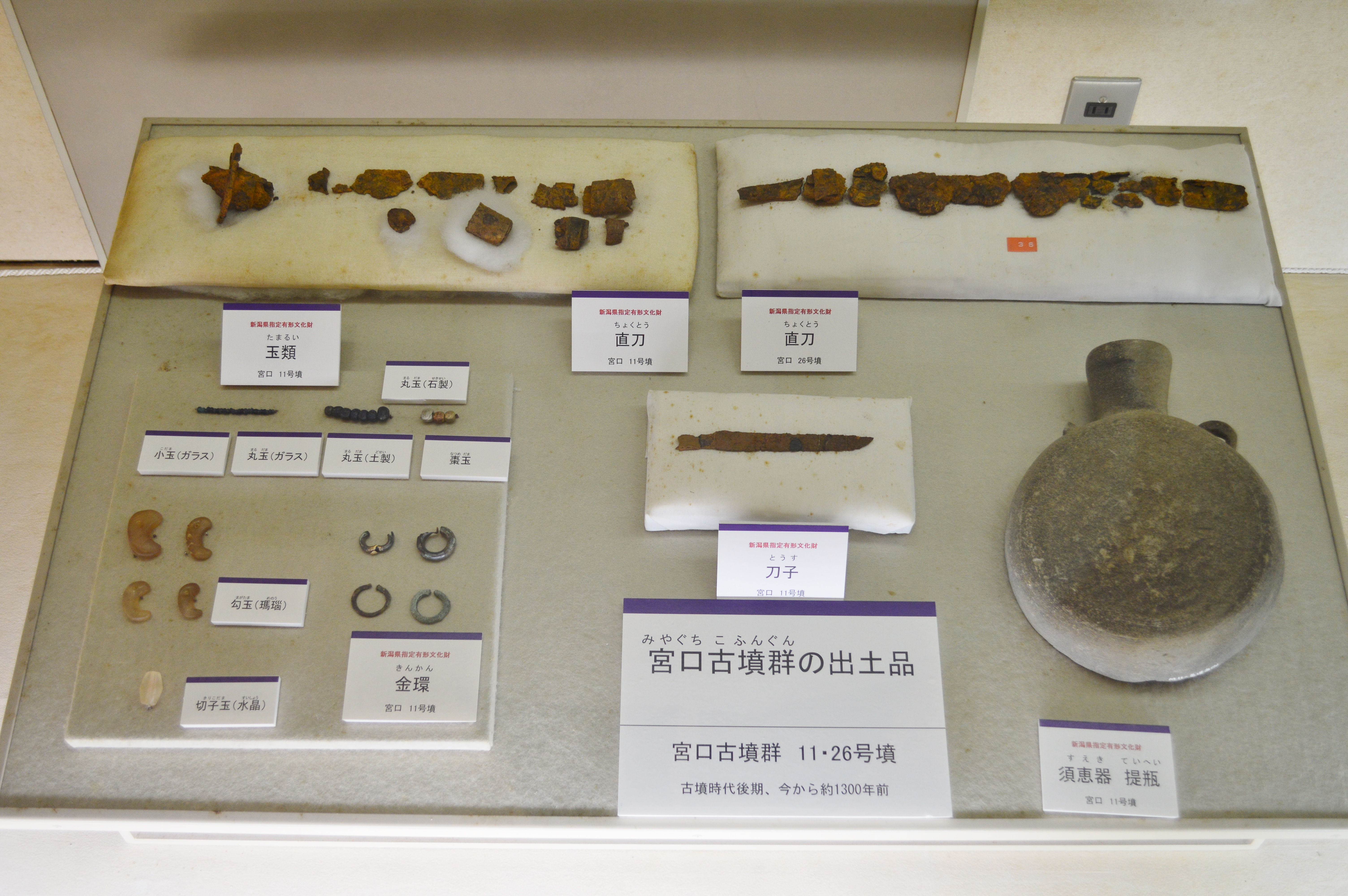
11・26号墳出土品 牧歴史民俗資料館展示。